# Comitè Kurd dels Drets Humans
El Comitè Kurd dels Drets Humans en àrab al-Lijna al-Kurdiyya li huquq al-Insan és una organització defensora dels drets humans a Síria, una de les tres organitzacions kurdes d'aquesta finalitat que existeixen al país La seva legalització fou denegada per les autoritats sirianes.